# Amata arfacensis
Amata arfacensis är en fjärilsart som beskrevs av Rothschild 1911. Amata arfacensis ingår i släktet Amata och familjen björnspinnare. Inga underarter finns listade i Catalogue of Life.